# 확정성
확정성(確定性) 또는 확실성(確實性)은 오류로부터 완전한 보증을 가지고 있거나, 의심의 여지 없이 존재하는 정신 상태를 가진 완전한 지식이다.
실제 세계에 대한 확정성을 구하는 것은 역사적으로 실패한 활동이라고 널리 평가된다. 이는 대부분 데이비드 흄의 귀납의 문제가 가진 힘에서 기인한다. 물리학자 카를로 로벨리는 실세계에서 확정성은 불필요하거나 때로는 해롭기까지 하다고 덧붙인다. (모든 결함으로부터의 완전한 보증이라는 개념은 불가능하며, 완전한 의심의 결여는 부당하다.)

## 역사

### 피론
피론은 최초의 회의주의 철학자로 평가된다. 피론 사상의 주된 원리는 아카탈렙시아로 표현된다. 아카탈렙시아는 어떤 것의 진리와 연관된 독단으로부터 판단을 유보하는 능력을 말하며, 반박이 동등한 판단으로 발전될 수 있는 주장에 대해서 반대하는 것이다. 이러한 견해에서는 지적으로 의심하는 태도를 유지하는 것이 필요하거나, 티몬이 말한 것 같이, 판단을 하지 않는 것이 다른 것보다 나을 수도 있다.

### 데카르트
르네 데카르트는 《제1철학에 관한 성찰》에서 완전히 확실하지 않은 것에 대한 모든 믿음을 폐기하였으며, 완전히 알 수 있는 것을 세우려고 하였다. 코기토 에르고 숨이라는 구절은 데카르트의 《성찰》에서 처음 쓰였다고 하는 경우도 있지만 사실 이 구절은 《방법 서설》에서 처음 사용되었다. 술어에서 결론을 추론해야 하는 함축성 때문에 데카르트는 이 명제를 "나는 생각한다. 그러므로 나는 존재한다"로 더 명확하게 바꾸었다. 이 구절은 데카르트의 제1 명제가 되었다.

### 비트겐슈타인
《확정에 대하여》는 루트비히 비트겐슈타인이 죽기 직전에 작성된 일련의 노트이다. 이 저작의 주제는 인식론에서 문맥이 어떤 역할을 한다는 것이다. 비트겐슈타인은 이 책 전반에서 반기초주의적인 주장을 하였다. 즉, 모든 주장은 의심될 수 있으나 틀 안에서 확정성은 가능하다는 것이다. "[명제가] 언어에서 수행하는 기능은 경험적인 명제가 말이 되는 틀로서 작용하는 것이다."

## 인용
| “ | 의심이 유쾌한 일은 아니다, 하지만 확정은 어리석은 일이다. | ” |
|   | — 볼테르                                                  |   |

| “ | 이 세상에서 죽음과 세금을 제외하고 확실하다고 할 수 있는 것은 없다. | ” |
|   | — 벤저민 프랭클린                                                   |   |

| “ | 절대적인 확정 같은 건 없지만 인간의 삶의 목적에 대한 충분한 보증이 있다. | ” |
|   | — 존 스튜어트 밀                                                         |   |

| “ | 당신이 지금까지 아무 의심도 하지 않았던 모든 것을 의심하려 할 때. 그것을 의심하는 것은 확정을 전제로 한다. | ” |
|   | — 《확정에 관하여》에서 루트비히 비트겐슈타인 #115                                                         |   |

## 같이 보기
- 불확정성
- 거의 필연
- 신앙주의
- 감정
- 무과실성
- 믿음
- 신경동물행동학의 타고난 행동, 본능
- 파스칼의 내기
- 실용주의
- 회의적 가설
- 이와 반대된 개념
  - 가류주의
  - 비결정론
  - 다중 우주론